# 楊懋建
杨懋建（?—?），字掌生。嘉应州（今梅州）人。
十七歲師從阮元，肄业於学海堂。道光十二年（1832）辛卯恩科举人，官国子监学正，善寫文章，“援笔立成”。癸巳春闱中会魁，卻因科場違例被遣戌。晚年寓居廣州。同治三年（1864），主讲韩山书院。著有《留香小阁诗抄》、《禹贡新图说》等。